# 西南領地
俄亥俄河南領地（英語：Territory South of the River Ohio），通稱「西南領地」（Southwest Territory），是一個美國合併建制領土，存在於1790年5月26日至1796年6月1日，直至其加入美國成為田納西州。西南領地按照西南條約成立，根據條例，北卡羅萊納州將華盛頓地區的土地割讓予美國聯邦政府。領土的唯一總督是威廉·布朗特。

## 背景
在殖民时期，后来成为西南地区的土地是北卡罗来纳土地专利的一部分。沿着现代田纳西州和北卡罗来纳州边界矗立的蓝岭山脉阻碍了北卡罗来纳省对该地区追求任何持久的利益。最初，贸易、政治利益和定居主要来自弗吉尼亚省和南卡罗来纳省，尽管逃离战争的难民在1770年代初开始从北卡罗来纳省抵达。
沃托加协会是一个半自治政府，由居住在沃托加河沿岸（现田纳西州伊丽莎白顿）的边境定居者于1772年创建。该殖民地建立在切罗基人拥有的土地上，瓦托加和诺利丘基定居者在这片土地上直接与印第安人谈判签订了10年租约。沃托加堡 (Fort Watauga)建于沃托加河 (Watauga River) 梧桐浅滩 (Sycamore Shoals)上，作为定居点的贸易中心。
1775年3月，土地投机商兼北卡罗来纳省法官理查德·亨德森 (Richard Henderson)在梧桐浅滩会见了1,200 多名切罗基人。参加聚会的包括阿塔库拉库拉(Attacullaculla) 、奥康诺斯托塔 ( Oconostota ) 和拖独木舟 (Dragging Canoe)等切罗基领导人。这次会议达成了《梧桐浅滩条约》，亨德森从切罗基人手中购买了俄亥俄河以南、坎伯兰河、坎伯兰山脉和肯塔基河之间的所有土地。这片土地占地约2,000万英亩（80,000 平方公里），被称为特兰西瓦尼亚购地。亨德森的土地交易被发现违反了北卡罗来纳省和弗吉尼亚省的法律，以及禁止私人购买美洲印第安人土地的1763年皇家公告。
北卡罗来纳省和弗吉尼亚省都认为跨阿巴拉契亚定居点是非法的，并拒绝吞并它们。然而，在1776年美国独立战争爆发时，大力支持爱国者事业的定居者将自己组织成“华盛顿区”，并成立了一个安全委员会来管理它。1776年7月，拖独木舟（Dragging Canoe）和反对特兰西瓦尼亚购买的切罗基派（后来称为奇克莫加斯派）与英国结盟，对沃托加定居点发起入侵，目标是现代伊丽莎白顿的沃托加堡和现代金斯波特附近的伊顿车站。定居者挫败了袭击后，北卡罗来纳省同意将这些定居点合并为华盛顿区。
1780年9月，威廉·坎贝尔 (William Campbell)、约翰·塞维尔(John Sevier) 和艾萨克·谢尔比 ( Isaac Shelby)领导的一大群跨阿巴拉契亚定居者在梧桐浅滩集结，以应对英国攻击边境定居点的威胁。这些定居者被称为山上人，他们翻山越岭前往南卡罗来纳省，在那里他们在国王山之战中与帕特里克·弗格森领导的忠诚军队交战并击败了他们。山上人也参加了穆斯格罗夫米尔战役和考彭斯战役。
1784年，北卡罗来纳省在一场激烈的投票后放弃了对Overmountain 定居点的控制。当年晚些时候，割让权被撤销，但在此之前，一些定居者已经组织了富兰克林州，寻求建州地位。约翰塞维尔被任命为州长，该地区开始作为一个未得到联邦国会承认的独立州运作。以约翰·蒂普顿为首的许多山上定居者仍然忠于北卡罗来纳，并经常与富兰克林派发生争吵。1788年初，蒂普顿在“富兰克林之战”中击败塞维尔后，富兰克林州运动衰落。富兰克林派同意在1789年初重新加入北卡罗来纳州。

## 形成
北卡罗来纳州于1789年11月21日批准了美国宪法。12月22日，州立法机关投票决定放弃 Overmountain 定居点，以支付其对新联邦政府的义务。国会在1790年4月2日的第一次会议上接受了这一割让，当时它通过了“接受北卡罗来纳州割让给西部领土某个地区的法案”。1790年5月26日，国会通过了一项法案，将新的割让地组织为“俄亥俄河以南的美国领土”，其中包括现代的田纳西州，但后来的一些较小的边界变化除外。然而，大部分新领土都在印第安人的控制之下，领土管理最初涵盖两个不相连的地区——现在田纳西州东北部的华盛顿区和纳什维尔周围的梅罗区。该法案还将领土总督办公室与南方部印第安事务总监办公室合并。
新领土基本上受《西北条例》相同的规定管辖，该条例是1787年为在俄亥俄河以北创建西北地区而颁布的法案。《西北法令》禁止奴隶制的条款但不适用于西南地区。除了治理规则外，该条例还概述了领土为加入联邦可以采取的步骤。第一步涉及组建领土政府。下一步是在该领土拥有至少5,000名成年男性时组织一个领土立法机构，由民选的下议院和总统任命的上议院组成。当该领土人口至少达到60,000时，最后一步是制定州宪法并选举州政府，届时该领土将被接纳加入联邦。

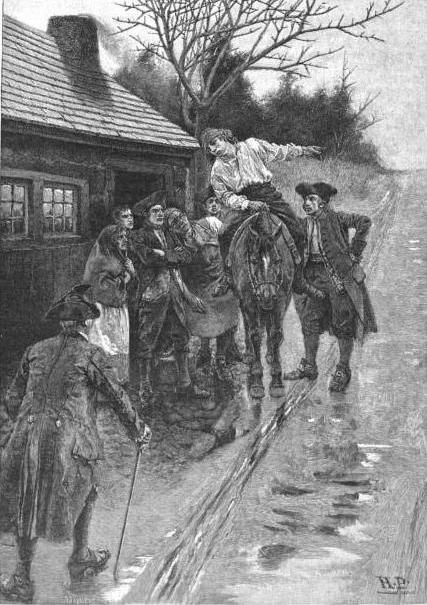
霍华德·派尔 (Howard Pyle) 描绘了1793年一名侦察兵警告诺克斯维尔居民敌对印第安军队逼近的故事

## 印第安人
西南地区的居民最初欢迎联邦政府的控制，认为联邦政府将比东边遥远的北卡罗来纳州政府提供更好的保护，免受敌对印第安人的侵害。然而，联邦政府已经把更多的精力放在了旧西北地区的关键事务上。“旧西南部”的大部分土地要么仍然是印第安领土，要么已经被投机者或定居者占领，因此卖地赚不到钱。华盛顿总统发布公告，禁止违反《霍普威尔条约》（该条约规定了印第安人的边界），战争部长诺克斯经常指责定居者非法侵占印第安人的土地。布朗特一直在安抚愤怒的边民和安抚联邦政府的上级之间左右为难。
1791年夏天，布朗特在未来的诺克斯维尔所在地与切罗基人谈判签订了《霍尔斯顿条约》 。该条约将布罗德河以南以及小河和小田纳西河分水岭以东的土地（本质上是现代的科克县、塞维尔县和布朗特县）置于美国的控制之下，并保证该领土使用华盛顿河和梅罗河之间的道路区以及田纳西河。 第二年，布朗特与奇卡索人谈判达成了一项协议，明确了土地边界，奇克索人控制着现在的西田纳西州。
尽管达成了这些协议，定居者对印第安人土地的持续侵占还是引发了报复，这些报复主要来自敌对的奇克莫加切罗基人和克里克印第安人。西班牙人控制了墨西哥湾沿岸的佛罗里达，并在独立战争结束十五年后仍然对美国南部边界存在争议，他们鼓励和武装南部部落。 这些袭击持续了整个1792年和1793年，其中梅罗定居点首当其冲。现代亨德森维尔附近的齐格勒车站被摧毁，梅罗守军不得不集结起来，挫败纳什维尔附近布坎南车站的大规模入侵。